# Эрнст Август II Ганноверский
Эрнст Август II (нем. Ernst August Wilhelm Adolf Georg Friedrich; 21 сентября 1845, Ганновер — 14 ноября 1923, Гмунден, Верхняя Австрия) — кронпринц Ганноверский, герцог Камберлендский и Тевиотдейлский. Единственный сын короля Ганновера Георга V и Марии Саксен-Альтенбургской.

## Биография
Эрнст Август родился в Ганновере в правление своего дедушки, Эрнста Августа I. Получил титул кронпринца Ганновера, когда его отец Георг V вступил на трон в ноябре 1851 года. В 1866 году его отец был свергнут, так как во время Австро-прусской войны принял сторону Австрии, а королевство Ганновер перестало существовать. После войны королевская семья в изгнании проживала близ Вены. Бывший наследный принц тогда много путешествовал. Посещая своего троюродного брата Альберта, принца Уэльского (будущего короля Эдуарда VII) в Сандрингеме в 1875 году, он познакомился со своей будущей женой принцессой Дании Тирой, сестрой жены принца Уэльского.

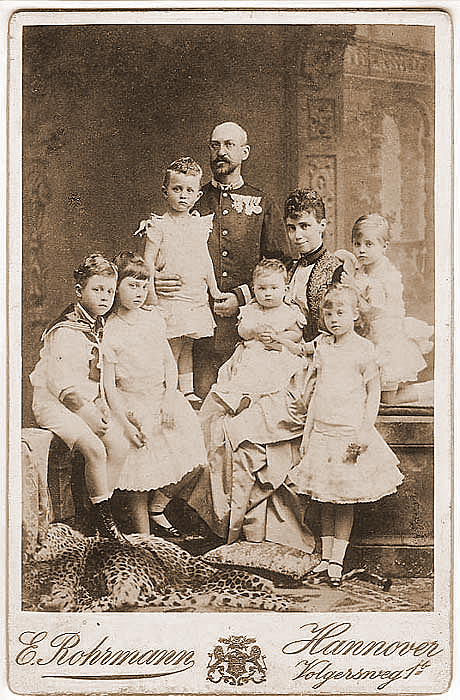
Эрнст Август II с женой и детьми.

После смерти отца 12 июня 1878 года Эрнст Август унаследовал титулы герцога Камберлендского и Тевиотдейлского, звание пэра Великобритании, графа Армаг и пэра Ирландии. Королева Виктория сделала его рыцарем Ордена Подвязки 1 августа 1878 года. Она же назначила герцога генерал-майором британской армии в 1886 году, затем он стал генерал-лейтенантом в 1892 году и генералом в 1898 году.
В городе Гмунден Эрнст Георг II построил для своей семьи роскошную резиденцию в стиле неоготики — замок Камберленд.
Герцог частично помирился с династией Гогенцоллернов в 1913 году, когда его сын, принц Эрнст Август, женился на единственной дочери германского императора Вильгельма II, внука прусского короля, который сверг его отца. Он уступил все права на герцогство Брауншвейг, принадлежавшее династии Вельфов с 1235 года, своему сыну Эрнсту Августу-младшему, который занял трон герцогства Брауншвейг 1 ноября 1913 года, спустя почти три десятка лет после не оставившего наследников герцога Вильгельма Брауншвейгского.
После Первой мировой войны герцог был лишён своих британских титулов и почестей из-за того, что примкнул к Германии и воевал против Великобритании. Принц Эрнст Август умер от инсульта 14 ноября 1923 года.

## Семья
В 1875 году Эрнст Август познакомился с датской принцессой Тирой (1853—1933), младшей дочерью короля Дании Кристиана IX. Они поженились три года спустя в 1878 году в Копенгагене. У супругов было шестеро детей:
| №  | Имя                           | Дата рождения    | Дата смерти      | Примечание                                      |
| -- | ----------------------------- | ---------------- | ---------------- | ----------------------------------------------- |
| 1. | Мария Луиза Ганноверская      | 11 октября 1879  | 31 января 1948   | супруг — Максимилиан Баденский                  |
| 2. | Георг Вильгельм Ганноверский  | 28 октября 1880  | 20 мая 1912      |                                                 |
| 3. | Александра Ганноверская       | 29 сентября 1882 | 30 августа 1963  | супруг — Фридрих Франц IV Мекленбург-Шверинский |
| 4. | Ольга Ганноверская            | 11 июля 1884     | 21 сентября 1958 |                                                 |
| 5. | Кристиан Ганноверский         | 4 июля 1885      | 3 сентября 1901  |                                                 |
| 6. | Эрнст Август III Ганноверский | 17 ноября 1887   | 30 января 1953   | супруга — Виктория Луиза Прусская               |